# Kalti paarti carving

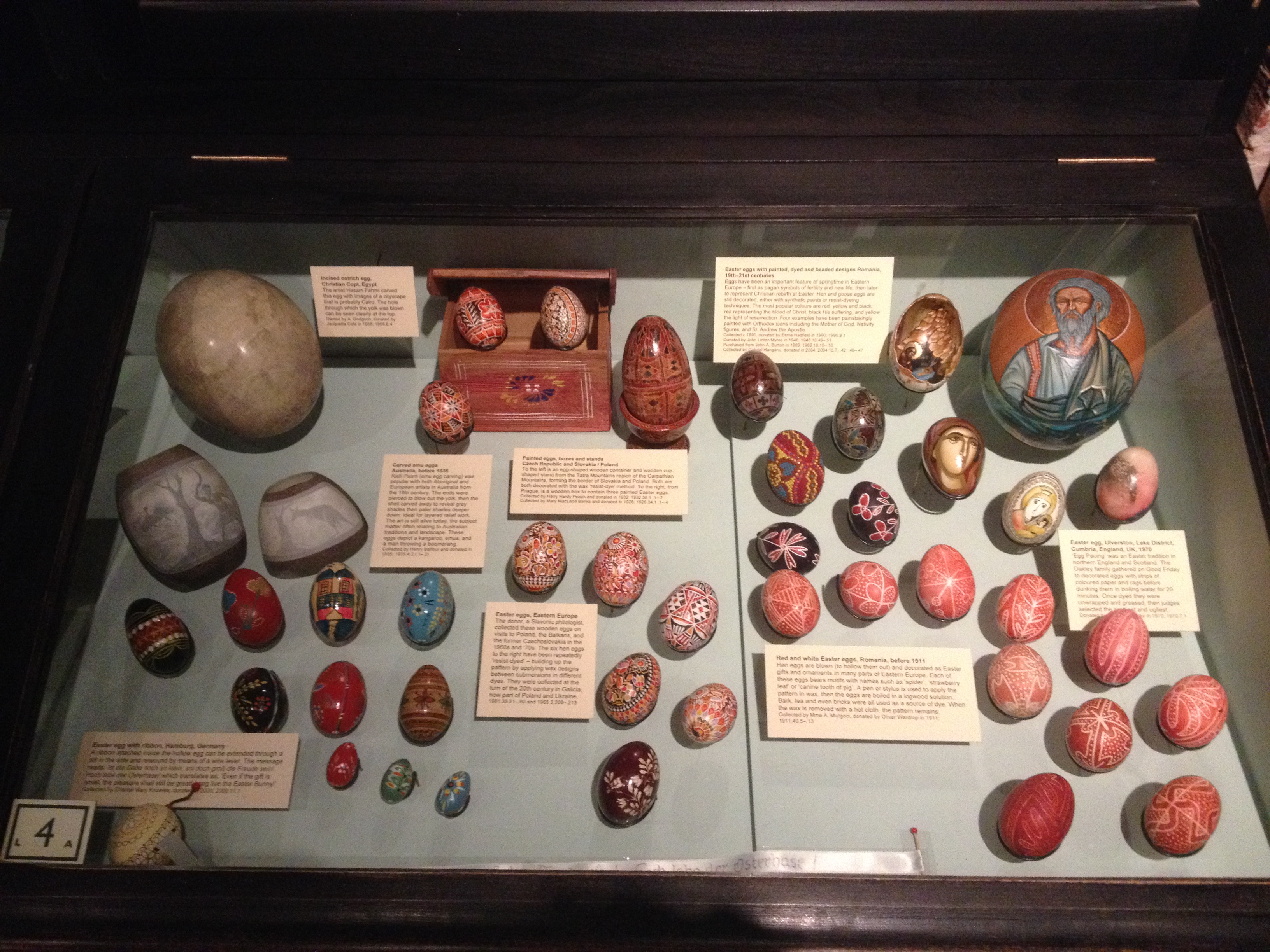
Kalti paarti links in der Mitte sichtbar (direkt unter dem Straußenei oben links)

 Kalti paarti carving ist eine Kunstform, die durch Schnitzen eines Kalti Paarti oder Emu-Eies hergestellt wird.

## Geschichte
Mitte bis Ende des 19. Jahrhunderts wurde diese Kunstform von Menschen in Australien praktiziert und ist häufig mit der Kunst der Aborigines verbunden. Einer der erfolgreichsten frühen Schnitzer war der japanische Handwerker Jonaski Takuma, der sich 1893 in Sydney niederließ und bis 1910 als Eierschnitzer arbeitete. Indigene Gemeinschaften, denen traditionelle Formen des kulturellen Ausdrucks verweigert wurden, nahmen das Emu-Ei als Medium, um Geschichten zu erzählen, Totems zu erklären und Wissen über Land, Ort und Identität zu verbildlichen. Insbesondere in der Zeit zwischen den beiden Weltkriegen war das Schnitzen von Emu-Eiern in vielen Teilen Australiens auch eine wichtige Einnahmequelle für die Aborigines.  Seit 1983 hat der National Parks and Wildlife Service (New South Wales) angeordnet, dass alle Emu-Eier von gezüchteten Emus stammen müssen. Da Emus durch den „Environment Protection and Biodiversity Conservation Act 1999“ unter Schutz gestellt sind, müssen Schnitzer heute registriert und lizenziert sein, um Eier kaufen oder sammeln zu können.

## Technik
Zuerst wird das Ei an jedem Ende durchbohrt, damit das Eigelb aus der Schale geblasen werden kann. Die Bilder entstehen durch Kratzen, Abkratzen und Wegschneiden der äußeren Schalenschichten, wobei verschiedene Blautöne, Blaugrün, Braun oder Grautöne sichtbar werden. Je tiefer man schnitzt, desto blasser wird die Farbe. So können durch Schnitzen in verschiedene Tiefen dreidimensional erscheinende Figuren erzeugt, Licht und Schattierungen hinzugefügt und perspektivische Darstellungen gewonnen werden. Normalerweise wird ein Messer für das Schnitzen verwendet, aber einige Künstler verwenden auch Feilen, Sandpapier oder sogar Stahlwolle. Wenn das Ei fertiggestellt ist, wird ein Holz- oder Metallständer individuell gefertigt, wobei das Ei durch einen zentralen Stift an Ort und Stelle gehalten wird.

## Verschiedene australische Stile und Techniken
Neben unterschiedlichen individuellen Stilen und Themenpräferenzen variieren die Emu-Ei-Designs zwischen den australischen Sprachgruppen.
- Paakantyi-Künstler wie Gordon Mitchell aus dem Westen von New South Wales produzieren visuelle Erzählungen, die aus Silhouetten bestehen, die um Eier laufen.
- Wiradjuri-Künstler aus dem zentralen New South Wales produzieren eher realistische Bilder auf einem oder zwei Abschnitten eines Eies.

## Bilder-Galerie von geschnitzten Emu-Eiern aus der Kollektion des Auckland Museum Tamaki Paenga Hira, circa 1931

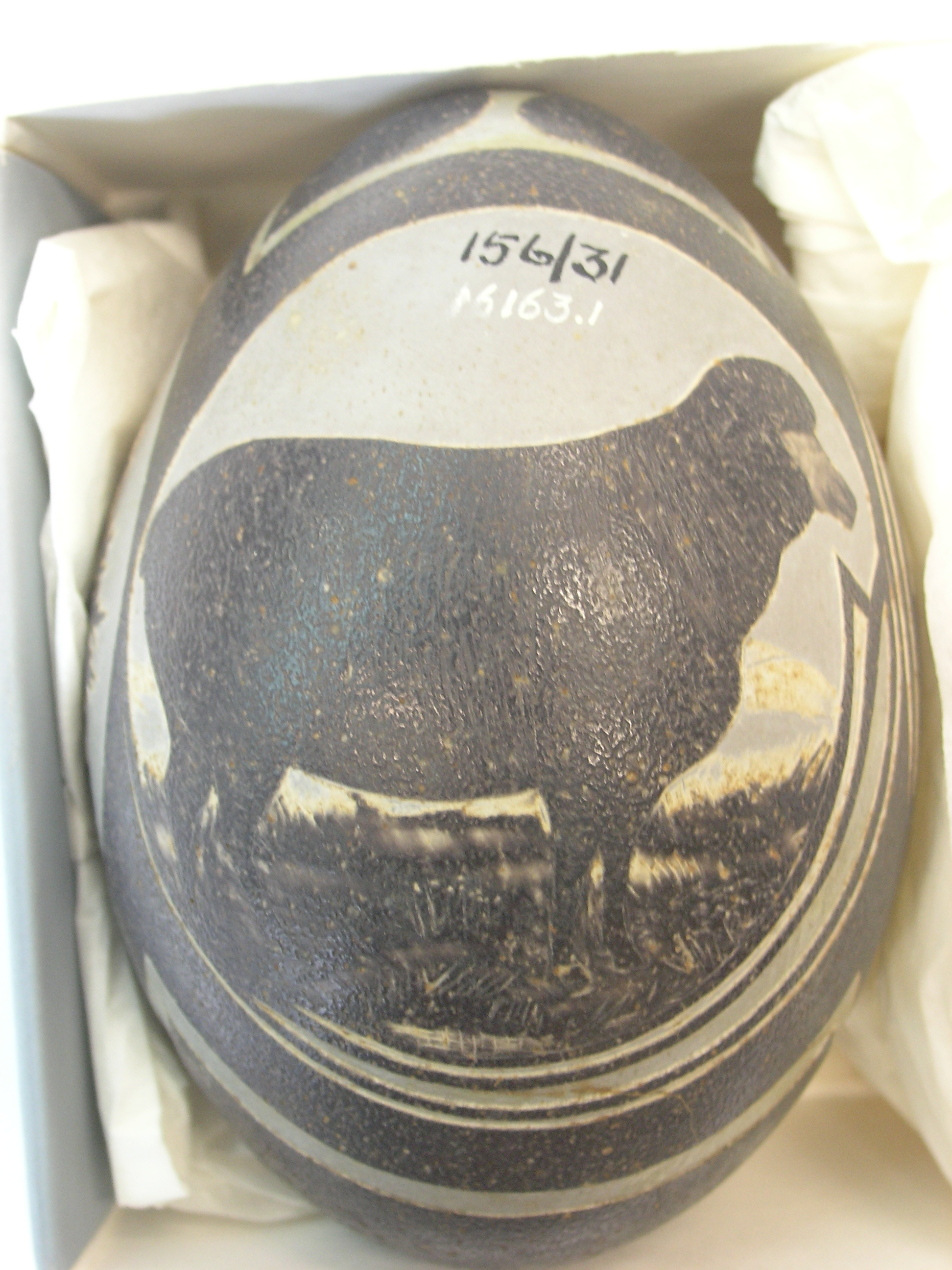
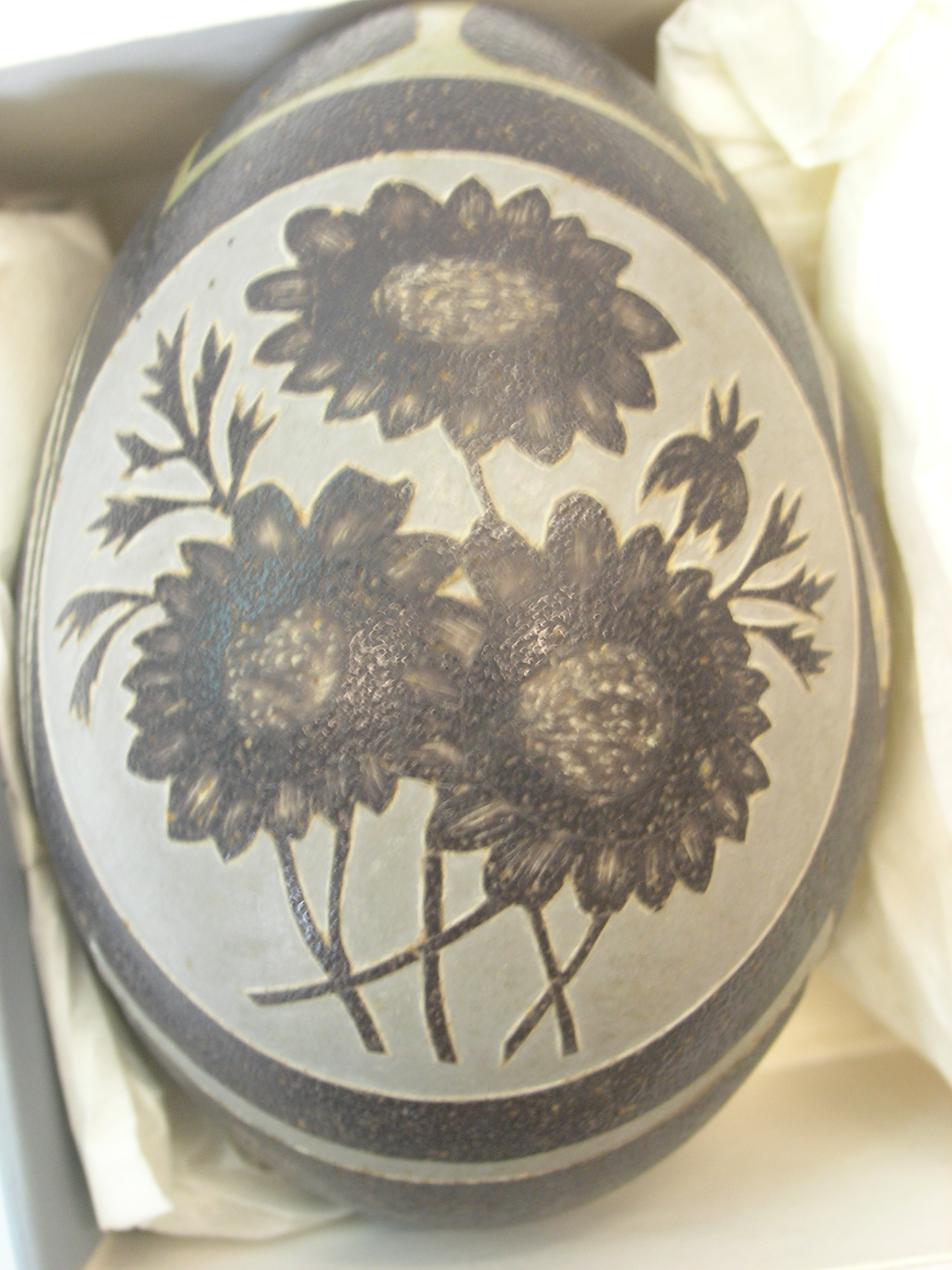
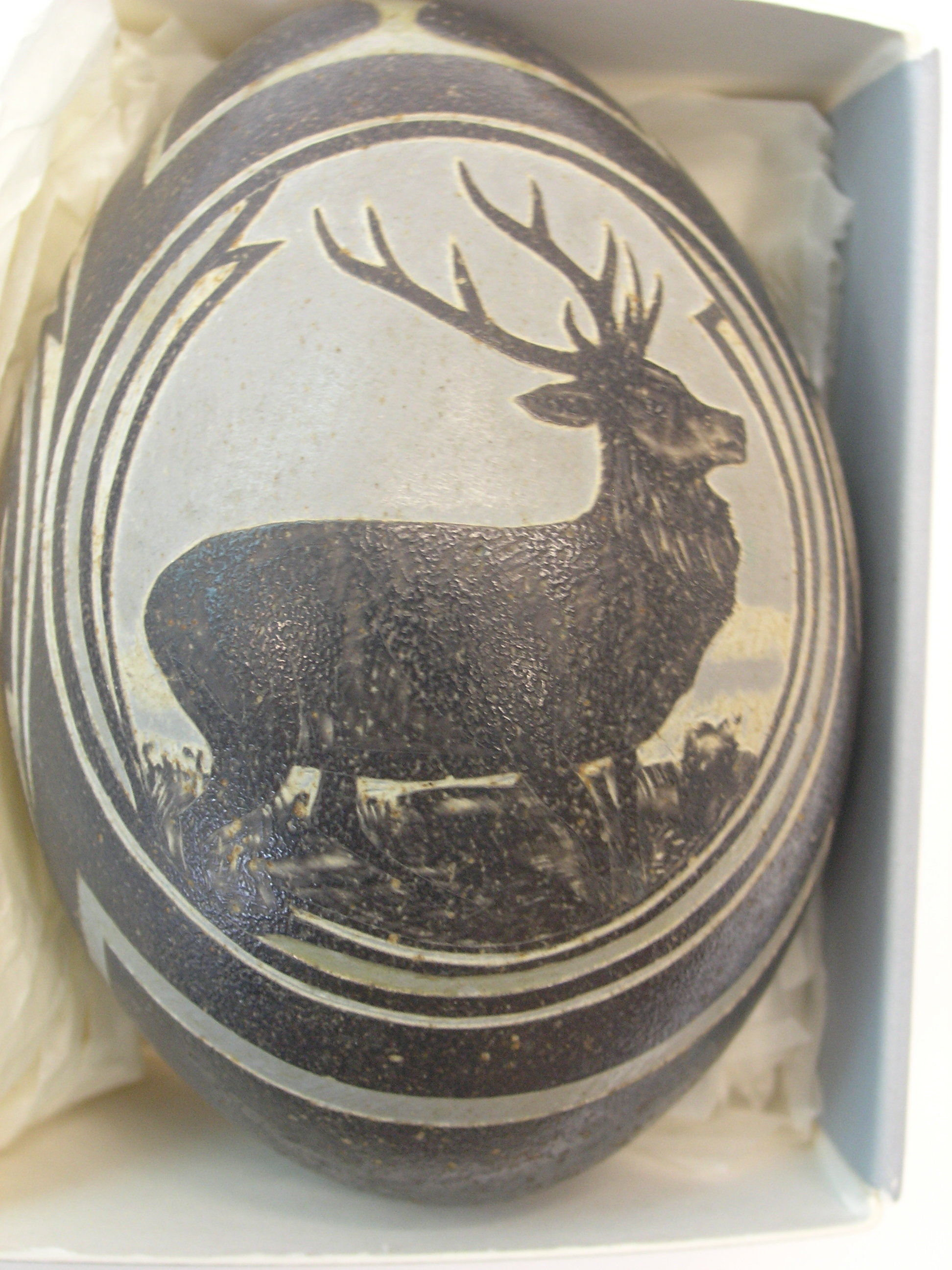
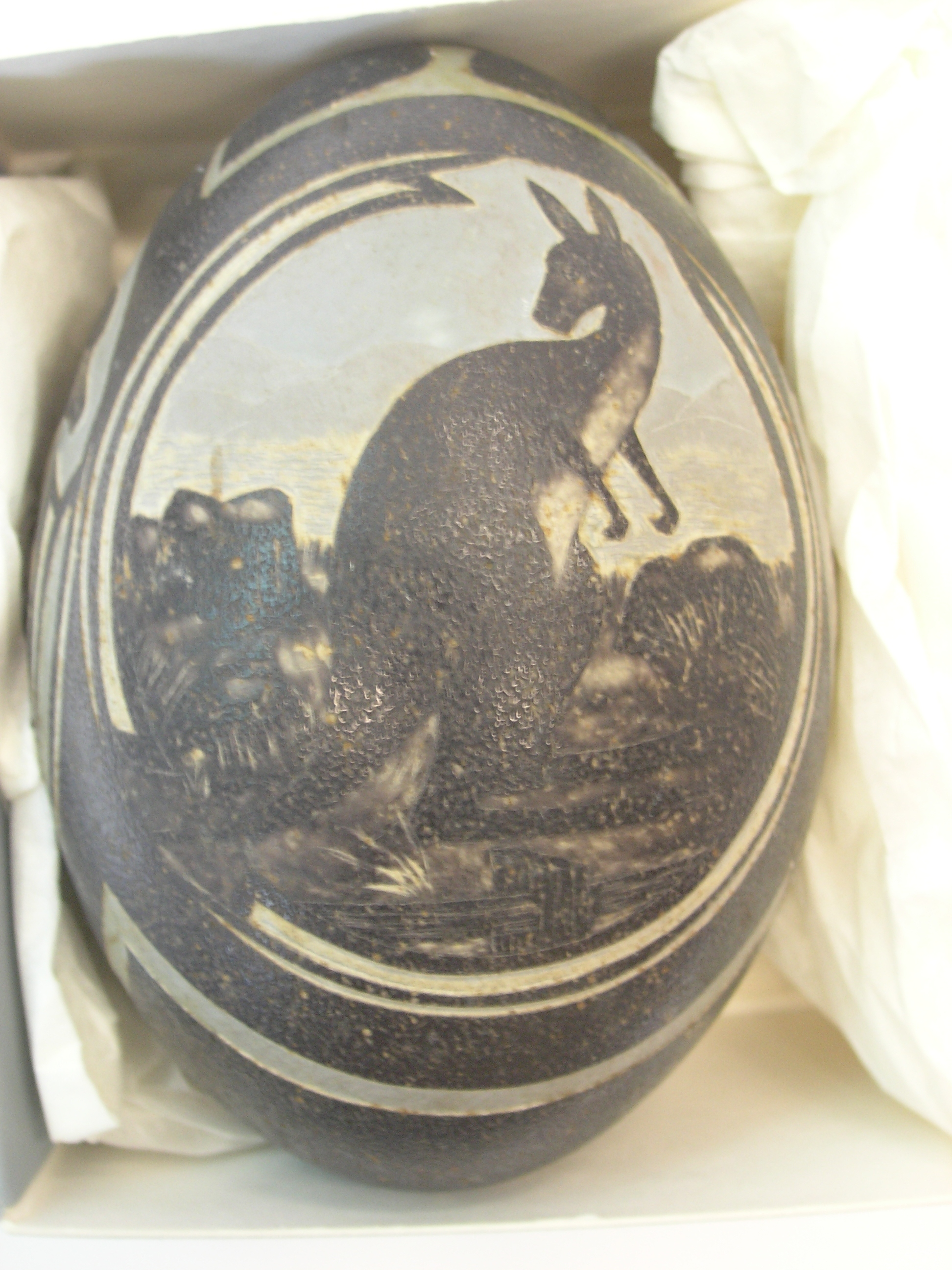
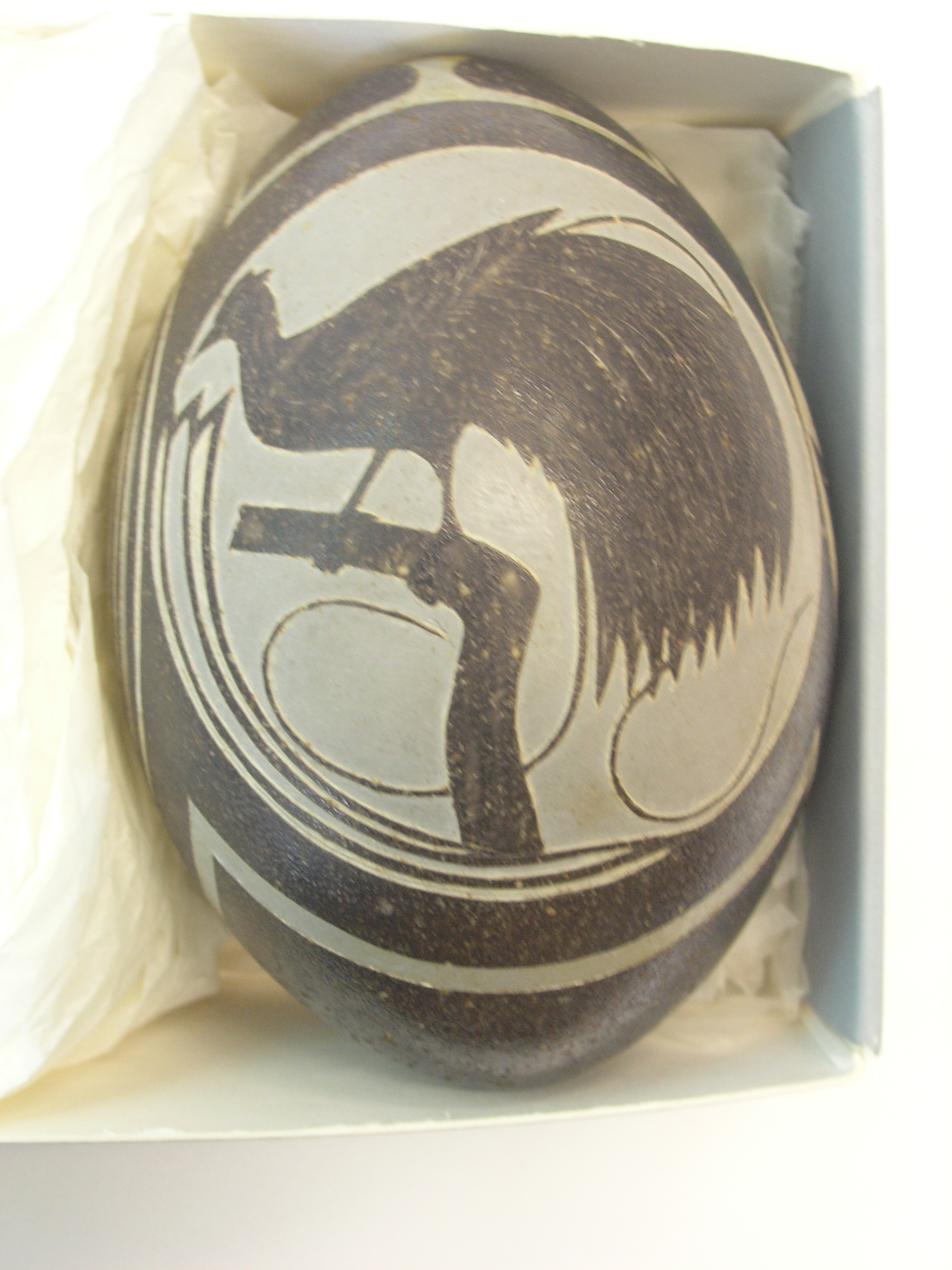
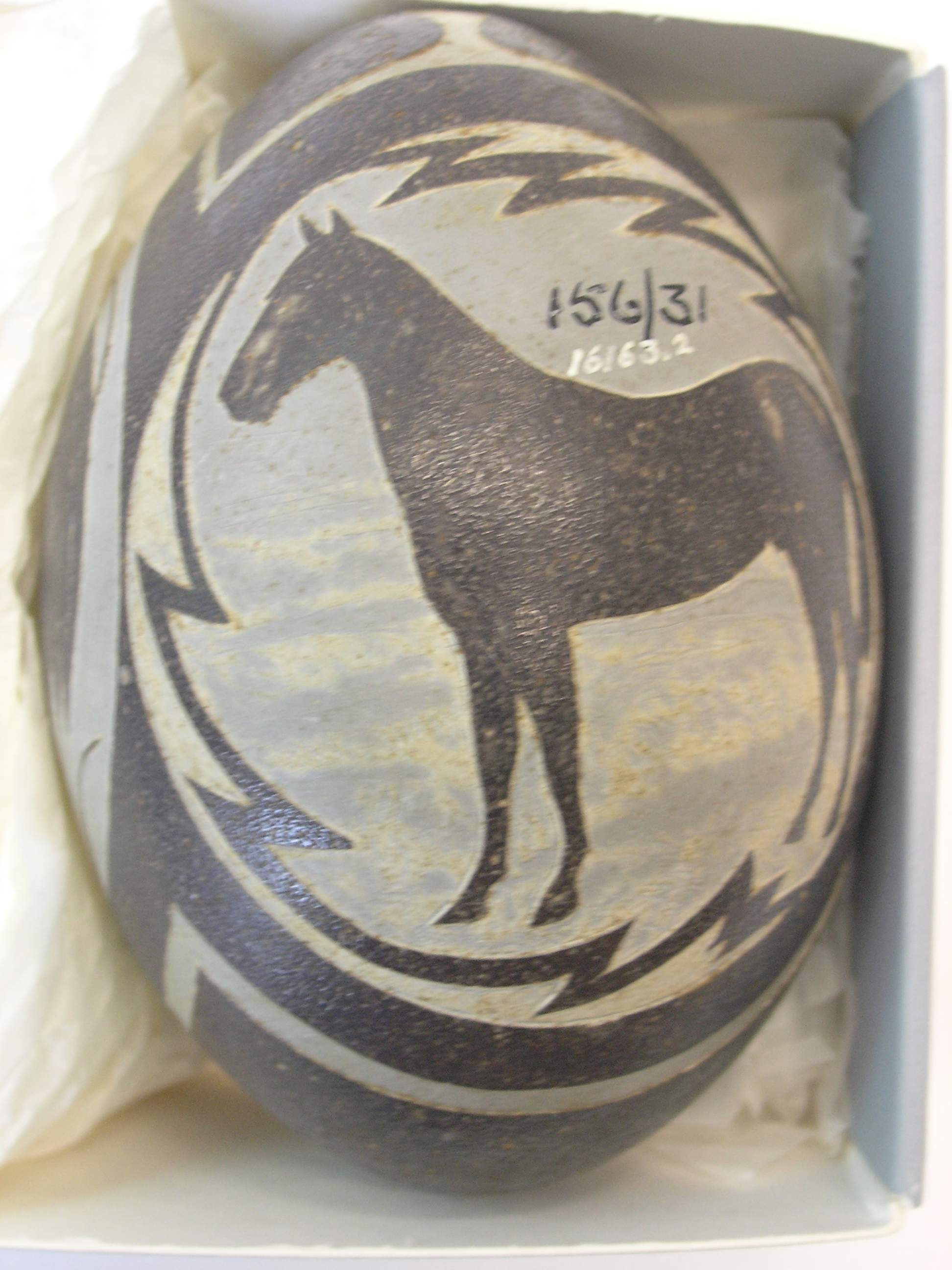